# Platon Krasnov
Pour les articles homonymes, voir Krasnov.
Platon Nikolaïevitch Krasnov (Плато́н Никола́евич Красно́в), né le 5 avril 1866 (17 avril dans le calendrier grégorien) à Saint-Pétersbourg et mort le 25 avril 1924 à Pétrograd, est un écrivain, traducteur, et critique littéraire russe. Il est le fils du général Nikolaï Krasnov et le frère du botaniste et géographe Andreï Krasnov et du général Piotr Krasnov.

## Biographie
Platon Krasnov est le fils du fameux historien des Cosaques du Don, le général Krasnov, issu de la noblesse cosaque du Don. Il poursuit ses études à la faculté de physico-mathématiques de l'université de Saint-Pétersbourg, mais il s'engage tôt dans la voie littéraire. Il publie des articles de critique littéraire dans des périodiques tels que Nedelia (La Semaine) ; Novy Mir (Nouveau Monde) ; Vsiémirnaïa illioustratsia (L'Illustration mondiale) ; Troud (Le Travail) ; Novosti (Les Nouvelles), etc. Il s'intéresse aux écrivains contemporains et aux traducteurs des classiques de l'Antiquité.
Platon Krasnov est l'auteur de Sénèque: sa vie et sa philosophie («Сенека, его жизнь и философская деятельность») paru en 1895 à Saint-Pétersbourg ; À propos des auteurs lyriques occidentaux («Из западных лириков») paru en 1901 à Saint-Pétersbourg; Les Élégies d'amour de Tibulle («Элегии любви Альбия Тибулла») paru en 1901 à Moscou. Il fait paraître sur commande du ministère des finances La Sibérie sous l'influence du chemin de fer publié en 1902 à Saint-Pétersbourg.
Il était l'époux de la poétesse Ekaterina Beketova (1855-1892), fille du professeur Andreï Beketov (qui fut le professeur de son frère Andreï Krasnov) et tante d'Alexandre Blok.

## Source
- (ru) Cet article est partiellement ou en totalité issu de l’article de Wikipédia en russe intitulé « Краснов, Платон Николаевич » (voir la liste des auteurs).